# Ruština
Ruština (rusky:  русский язык [ˈruskʲɪj jɪˈzɨk]) je nejužívanější slovanský jazyk, jehož studiem se zaobírá filologický obor zvaný rusistika. Ruština je největším mateřským jazykem v Evropě, jedním ze šesti úředních jazyků OSN, jedním z dvou úředních jazyků na palubě Mezinárodní vesmírné stanice a čtvrtým nejrozšířenějším jazykem na internetu.

## Rozšíření

Historická mapa míry znalosti ruštiny v Evropské unii v červenci 2008

Jako úřední i dorozumívací jazyk carského Ruska se ruština rozšířila po obrovské rozloze východní Evropy a severní Asie. Významné rusky mluvící menšiny žijí doposud i v mnoha jinak většinově jinojazyčných zemích, které po rozpadu Sovětského svazu získaly nezávislost.
V době velmocenského postavení Sovětského svazu (SSSR) po druhé světové válce se ruština stala hlavním dorozumívacím jazykem zemí Varšavské smlouvy a RVHP. V řadě z nich se ruština povinně vyučovala na školách, např. v Československu do roku 1990. Avšak s rozpadem bývalého Sovětského svazu se postavení ruštiny v těchto bývalých republikách změnilo, a to – i jako symbol odporu či nezávislosti – ve prospěch místních národních jazyků.
V mnoha zemích světa včetně USA a Západní Evropy si zájemci o slovanské jazyky volí nejčastěji ruštinu jako první z těchto řečí pro své sebevzdělávání.
Ruština je oficiálním jazykem v Rusku, Bělorusku, Kazachstánu a Kyrgyzstánu, dále též v moldavském Podněstří a Gagauzsku v Abcházii a Jižní Osetii. Všeobecně rozšířená je její znalost na území Ukrajiny, ačkoliv zde není oficiálním jazykem. Významné ruskojazyčné menšiny žijí v Kazachstánu, Lotyšsku, Litvě, Estonsku, Uzbekistánu a Izraeli. V Arménii, Gruzii a Ázerbájdžánu je její znalost omezena spíše na starší generace a i z důvodu nízké institucionální podpory se zde její znalost postupně vytrácí.
Díky svému politickému významu se ruština stala i jedním ze šesti úředních jazyků Organizace spojených národů. Sovětský svaz byl a jeho nástupnický stát Ruská federace je totiž tzv. jedním z pěti stálých členů Rady bezpečnosti OSN s právem veta.

## Historie
Staroruština je tradiční označení pro starou východní slovanštinu, jazyk východních Slovanů vzniklý z východních dialektů praslovanštiny. Jazyk získal jednotnou a literární podobu v době rozkvětu Kyjevské Rusi (10.–12. století). Vedle toho se pěstoval liturgický jazyk označovaný zpočátku jako staroslověnština a poté církevní slovanština.
Střední ruština bývá označení pro samostatný jazyk, který se koncem středověku vyvinul z moskevského dialektu staroruštiny. Církevní slovanština se stala úředním a spisovným jazykem. Ruština jako lidový jazyk se objevovala paralelně s ní v kronikách, právních a správních dokumentech. V 17. století se dialekt ruštiny z oblasti Moskvy prosazoval jako spisovný a literární jazyk na úkor církevní slovanštiny.
Moderní ruština byla formována od začátku 18. do začátku 19. století na základě mluvené ruštiny i církevní slovanštiny. Za Petra Velikého došlo k reformě spisovné ruštiny, včetně úpravy cyrilice na tzv. graždanku (1708). Podoba dnešní ruštiny byla v zásadě dotvořena v díle A. S. Puškina. V 19. století došlo k rozkvětu klasické ruské literatury.
V roce 1918 došlo k pravopisné reformě, která mj. opět zjednodušila písmo.

## Abeceda a výslovnost
Ruština se píše cyrilicí. Ruská abeceda se též nazývá azbuka a obsahuje písmena v následujícím pořadí:
| velké                                   | А | Б | В | Г | Д | Е  | Ё  | Ж | З | И | Й | К | Л | М | Н | О | П | Р | С | Т | У | Ф | Х  | Ц | Ч | Ш | Щ  | Ъ          | Ы | Ь          | Э | Ю  | Я  |
| malé                                    | а | б | в | г | д | е  | ё  | ж | з | и | й | к | л | м | н | о | п | р | с | т | у | ф | х  | ц | ч | ш | щ  | ъ          | ы | ь          | э | ю  | я  |
| kurzíva                                 | а | б | в | г | д | е  | ё  | ж | з | и | й | к | л | м | н | о | п | р | с | т | у | ф | х  | ц | ч | ш | щ  | ъ          | ы | ь          | э | ю  | я  |
| transliterace (vědecký přepis)          | a | b | v | g | d | e  | ë  | ž | z | i | j | k | l | m | n | o | p | r | s | t | u | f | h  | c | č | š | šč | "          | y | '          | è | ju | ja |
| výslovnost a transkripce (běžný přepis) | a | b | v | g | d | je | jo | ž | z | i | j | k | l | m | n | o | p | r | s | t | u | f | ch | c | č | š | šč | tvrdý znak | y | měkký znak | e | ju | ja |

Tato tabulka neplatí pro výslovnost a transkripci univerzálně. Výjimky:
- де = dě, те = tě, не = ně
- дë = ďo, тë = ťo, нë = ňo, жë = žo, чë = čo, шë = šo, щë = ščo
- ъи = ji, ьи = ji
- дь = ď, ть = ť, нь = ň
- дю = ďu, тю = ťu, ню = ňu
- дя = ďa, тя = ťa, ня = ňa
- кс = x ve slovech zřetelně západoevropského či řeckého původu (např. Alexandr či Alexej)

Další poznámky:
- Rusové rozlišují výslovnost měkkého a tvrdého I/Y – zatímco И se čte podobně jako české I (o něco měkčeji), Ы je výrazně tvrdší (artikuluje se více vzadu).
- Měkký znak a Е, Ё, И, Ю, Я změkčují předcházející souhlásku, např. дети se čte [ďeťi], мать se čte [mať]. V takových případech se počáteční [j] z výslovnosti trochu ztrácí, „vyčerpá“ se na změkčení. (V českém a slovenském přepisu to ovšem vypadá, jako by souhlásky měkčily pouze Е, И a Ь.) Jazyk před samohlásku [E] téměř vždy dává měkkou souhlásku, proto se Э používá normálně pouze na začátku slov nebo po jiné samohlásce).
- Tvrdý znak se používá výjimečně pro vyznačení švu mezi předponou a kmenem, kde naopak ke změkčování docházet nemá: въезд/cъезд [vjezd/sjezd].
- Silový přízvuk je na různých slabikách, v písmu se však nerozlišuje s výjimkou jazykových učebnic, slovníků apod., kde se vyznačuje čárkou nad samohláskou. Ruština má pohyblivý přízvuk, to znamená, že může být na jakékoliv slabice, např.: мама [máma], хочу [chačú], барабан [barabán]. Ruský přízvuk je silnější a dynamičtější než český, kromě toho má významotvornou funkci, např.
  - замок [zámъk] – hrad, замок [zamók] – zámek
  - стоит [stóit] – stojí (o penězích), стоит [staít] – něco stojí někde, nachází se,
  - плачу [pláču] – pláču, плачу [plačú] – platím.
- Silný dynamický přízvuk má pak i důsledky kvalitativní, v přízvučných slabikách je plný vokál, v nepřízvučných dochází k redukci, např. молоко se čte jako [mъlakó]. Nepřízvučné О se čte skoro jako [a], např. свобода čti [svabóda], E před přízvukem zase jako [ji/i].
- Ё (čteno [JO]) je původem přízvučné Е a Rusové ho v písmu zřídka odlišují – pokud nevznikne nejednoznačnost ve významu slova, napíší místo něj Е.
- Na rozdíl od sousední běloruštiny a ukrajinštiny (a ovšem češtiny a slovenštiny) se v ruštině praslovanské [g] nezměnilo v [h] (stejně jako v polštině a jihoslovanských jazycích).
- Й - poměrně zvláštní písmeno. V českém jazyce je ekvivalentem J, ovšem v ruštině se čte (samotné písmeno, ne ve slově) jako „í kratkoje“, doslova přeloženo krátké i. Zřejmě je zde spojitost s českými nabodeníčky.

## Gramatika
Nejvýraznější rozdíly oproti české gramatice:
Skloňování
- Ruština má 6 pádů (oproti češtině chybí vokativ (5. pád), jehož funkci přebírá tvar nominativu).

Časování
- Slovesa se časují podobně jako v češtině. Existují dva druhy časování (= základní rozdělení sloves podle časování). V prvním časování převládají koncovky s hláskou (písmenem) „е“ (делает [dělajet], играем [igrajem] ...) a v druhém časování převládají koncovky s hláskou (písmenem) „i“ (варит [varit], увидим [uvidim]). Dále kromě tohoto rozdělení existují další typy časování, které se od sebe liší způsobem časování.

Stavba věty
- Ve spisovném projevu se nevypouští podmět, musí být vyjádřen alespoň osobním zájmenem.
- V minulém čase se nepoužívá pomocné sloveso být: я написал = ja napisal = napsal jsem.
- V přítomném čase chybí spona (významové sloveso být), např.: он учитель = on učitel = (on) je učitel.

## Slovní zásoba
Lexikum ruštiny obsahuje vedle základní slovní zásoby slovanského původu také četné výpůjčky. Ve starší vrstvě lexika se objevují výpůjčky z řečtiny (монета = moneta = mince; школа = škola = škola), ugrofinských (акула = akula = žralok) a především z turkických jazyků (лошадь = lošaď = kůň (vedle slovanského конь); деньги = děňgi = peníze; кабан = kaban = kanec; тюрьма = ťurma = věznice; карандаш = karandaš = tužka). V novější zásobě se objevují slova přejatá z nizozemštiny (зонт = zont = deštník; брюки = brjuki = kalhoty), němčiny, francouzštiny (бульвар = bulvar = bulvár, ulice; газета = gazeta = noviny) a angličtiny. Ruština má okolo 500 000 slov.

## Příklady

### Číslovky
| Rusky           | Česky |
| один [odin]     | jedna |
| два [dva]       | dva   |
| три [tri]       | tři   |
| четыре [četyrě] | čtyři |
| пять [pjať]     | pět   |
| шесть [šesť]    | šest  |
| семь [sěm]      | sedm  |
| восемь [vosěm]  | osm   |
| девять [děvjať] | devět |
| десять [děsjať] | deset |

## Vzorový text

### Všeobecná deklarace lidských práv
| rusky         | Все люди рождаются свободными и равными в своём достоинстве и правах. Они наделены разумом и совестью и должны поступать в отношении друг друга в духе братства.                                  |
| přepis        | Vse ljudi roždajutsja svobodnymi i ravnymi v svojom dostoinstve i pravach. Oni naděleny razumom i sovesťju i dolžny postupať v otnošenii drug druga v duche bratstva.                             |
| přepis na IPA | fsʲe ˈlʲʉdʲɪ r̠ɐʐˈd̪ajut͡sə svɐˈbod̪nɨmʲɪ ɪ‿ˈr̠avnɨmʲɪ f‿svɐˈjom d̪ɐˈst̪oi̯nst̪vʲə ɪ‿pr̠ɐˈvax ‖ ɐˈnʲɪ nədʲəlʲɪˈnɨ ˈr̠azuməm ɪ‿ˈsovʲɪsʲtʲju ɪ‿d̪ɐɫʐˈnɨ pəst̪uˈpatʲ v‿ət̪nɐˈʂɛnʲɪɪ d̪r̠ug ˈd̪r̠ugə v‿ˈd̪uxʲə ˈbr̠at͡st̪vɐ |
| česky         | Všichni lidé se rodí svobodní a sobě rovní co do důstojnosti a práv. Jsou nadáni rozumem a svědomím a mají spolu jednat v duchu bratrství.                                                        |